# 시라치고

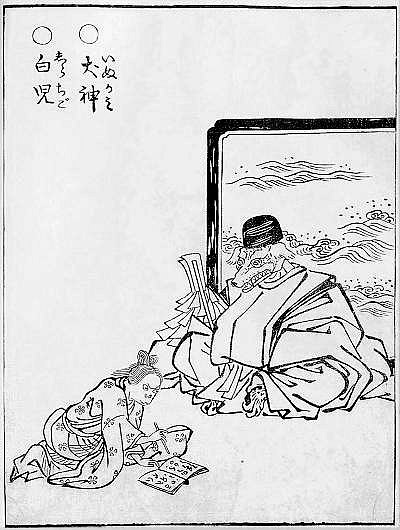
도리야마 세키엔, 『화도백귀야행』의 이누가미와 시라치고.

시라치고(일본어: 白児→하얀 아이)는 도리야마 세키엔의 요괴화집 『화도 백귀야행』에 그려져 있는 요괴다. 치고와게 상투를 튼 어린아이의 모습으로 그려진 요괴로, 이누가미와 한 세트로 그려졌다.

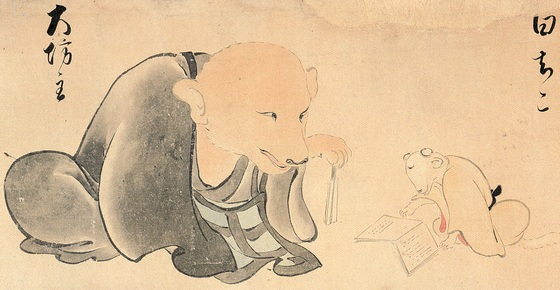
『바케모노 즈쿠시』의 시라치고(우측).

작자 불명의 그림두루말이 『바케모노 즈쿠시』에는 기모노를 입은 강아지로 그려져 있다. 이 경우에는 “큰스님(일본어: 大坊主 오오보즈[*])”이라는 요괴와 마주보고 있는데, “큰스님”은 큰 개가 승려의 가사를 입은 모습으로 그려져 있다.
쇼와시대 이후의 요괴 해설서 등에서는 이누가미의 케라이(家来)・문인(門人)・제자 등으로서 이누가미를 섬기는 존재로서 해설되었다. 개에게 물려 죽은 아이가 시라치고가 되어 이누가미의 케라이로서 무슨 명령이든 듣는다는 식의 해설도 있다.